# Dorothy McKim
Dorothy McKim est une productrice américaine qui travaille pour les studios Disney.

## Filmographie
- 1990 : Bernard et Bianca au pays des kangourous
- 1991 : La Belle et la Bête
- 2007 : Bienvenue chez les Robinson
- 2008 : Volt, star malgré lui
- 2009 : Lutins d'élite, mission Noël
- 2010 : Tick Tock Tale
- 2010 : Lutins d'élite, opération secret du Père Noël
- 2011 : La Ballade de Nessie
- 2011 : Lutins d'élite, méchants contre gentils
- 2013 : Get a Horse!